# Кінзябаєво
Кінзяба́єво (рос. Кинзябаево, башк. Кинйәбай) — присілок у складі Куюргазинського району Башкортостану, Росія. Входить до складу Крівле-Ілюшкинської сільської ради.
Населення — 233 особи (2010; 223 в 2002).
Національний склад:
- башкири — 99 %

## Видатні уродженці
- Ганієва Тамара Ахметшарифівна (* 1951) — Народний поет Башкортостану.